# Placonotus keralicus
Placonotus keralicus is een keversoort uit de familie dwergschorskevers (Laemophloeidae). De wetenschappelijke naam van de soort werd in 1977 gepubliceerd door Mukhopadhyay & Sen Gupta.